# Frații Grimm (film)
Frații Grimm (engleză: The Brothers Grimm) este un film fantastic de aventură din 2005 regizat de Terry Gilliam. În rolurile principale joacă Matt Damon și Heath Ledger într-o portretizare exagerată și fictivă a Fraților Grimm care călătoresc confidențial printr-o zonă a Germaniei ocupată de francezi la începutul secolului al XIX-lea. În cele din urmă ei ajung în mijlocul unui veritabil blestem ca în basme care necesită mult curaj în loc de exorcismele lor de obicei false. În rolurile secundare joacă actorii Peter Stormare, Lena Headey, Jonathan Pryce și Monica Bellucci.
În februarie 2001, Ehren Kruger a vândut scenariul său speculativ către Metro-Goldwyn-Mayer (MGM). În timp ce Gilliam a fost angajat ca regizor, scenariul a fost rescris de Gilliam și Tony Grisoni, dar Asociația Scriitorilor din America a refuzat să-i crediteze pentru munca lor și prin urmare Kruger a fost menționat ca singurul scenarist. În cele din urmă MGM a renunțat să mai distribuie filmul, dar l-a finanțat alături de Dimension Films și Summit Entertainment, drepturile de distribuire fiind preluate de Dimension.
Filmul a fost turnat în întregime în Republica Cehă, unde Gilliam a avut mai multe neînțelegeri cu frații Bob și Harvey Weinstein. Din această cauză data premierei a fost schimbată cu aproape 10 luni în plus față de cea inițial programată. Frații Grimm a fost în cele din urmă lansat pe 26 august 2005, având recenzii împărțite și încasări de 105.320.000 de dolari americani.

## Prezentare
Wilhelm Grimm (Matt Damon) și Jakob Grimm (Heath Ledger) sosesc într-un teritoriu german ocupat de Franța în timpul secolului al XIX-lea. Ei merg la Karlstadt pentru a scăpa orașul de fantoma unei vrăjitoare. După uciderea "fantomei", este dezvăluit faptul că Frații Grimm de fapt au inventat o vrăjitoare falsă pentru a păcăli orașul. Ulterior, în timp ce aceștia sărbătoresc, torționarul italian Mercurio Cavaldi (Peter Stormare) îi duce la generalul francez Delatombe (Jonathan Pryce). Delatombe îi forțează să rezolve un mister: fetele dintr-un sătuc din Marbaden dispar, iar sătenii sunt convinși că la mijloc sunt ființe supranaturale. Frații Grimm sunt însărcinați cu găsirea vinovatului. În curând, ei descoperă că răpirile fetelor sunt provocate de o forță supranaturală reală: o femeie frumoasă dar și periculoasă având 500 de ani, regina Turingiei fiind cea care fura fete tinere pentru a-și reface frumusețea și tinerețea. Will și Jake au o relație complicată, deoarece Jake este fratele mai mic și mai sensibil, iar Will simte nevoia de a-l proteja. Will este de multe ori foarte dur cu Jake (totul începând tocmai din copilăria lor, când Jake a risipit toți banii cu care trebuia să ia medicamente pentru sora lor pe moarte prin cumpărarea unor "boabe magice de fasole") și-i dă ordine mereu. Will este oarecum un afemeiat și vrea să câștige bani, în timp ce Jake este mai interesat de povești și aventuri. Jake este de părere că lui Will nu-i pasă sau nu crede în el. În realitate, Will este doar frustrat de modul atât de spontan în care Jake acționează și, prin urmare, i se pare dificilă misiunea de a-l proteja pe Jake.

## Actori
- Matt Damon - Will Grimm
- Heath Ledger - Jacob Grimm
- Monica Bellucci - Vrăjitoarea
- Lena Headey - Angelica
- Peter Stormare - Cavaldi
- Jonathan Pryce - Generalul Delatombe
- Mackenzie Crook - Hidlick
- Richard Hidings - Bunst

## Legături externe
- Frații Grimm (film) la CineMagia
- Frații Grimm la Internet Movie Database
- Frații Grimm la AllRovi
- Frații Grimm la Box Office Mojo
- Frații Grimm la Rotten Tomatoes
- Interview with production designer Guy Dyas; Part 2
- Interview with storyboard artist
- Behind-the-scenes photos Arhivat în 26 septembrie 2010, la Wayback Machine.